# Цветоед малинный
Цветоед малинный, или малинный долгоносик (лат. Anthonomus rubi) — насекомое семейства долгоносиков (Curculionidae) отряда жуков, сельскохозяйственный вредитель.

## Описание
Жук чёрного цвета, покрытый мелкими серыми щетинками, длиной 2—3 мм, голова вытянута в хоботок, на надкрыльях малозаметные бороздки. Личинки белые, безногие, изогнутые, с желтовато-коричневой головой. Куколки белого цвета, по мере формирования из них жуки темнеют.

## Экология
Зимуют жуки под комочками земли, опавшими листьями и другими растительными остатками. Весной, в конце апреля — начале мая, выходят из мест зимовки и питаются молодыми листочками, бутонами, черенками листьев. В начале цветения земляники и малины самки откладывают в бутоны по одному яйцу в специально прогрызаемое сбоку каждого бутона отверстие, которое после яйцекладки закрывает пробочкой из своих экскрементов. После этого самка подгрызает цветоножку, которая надламывается, и бутон увядает. Через некоторое время бутон опадает на землю вместе с личинкой. Одна самка откладывает до 100 яиц, яйца мелкие. Личинки выходят из них через 6—7 дней, живут в бутонах до 26 дней, выедая всё их содержимое и дважды линяя за период своего развития. Там же, в бутоне, личинка окукливается, а через 7—11 дней куколки превращаются во взрослое насекомое (имаго). Молодые жуки появляются в середине июля, а в конце июля — начале августа прячутся на зимовку. Повреждает сначала ранние сорта земляники, затем перелетает на поздние, а затем на малину. Больше страдают ранние сорта земляники. Взрослые насекомые проводят зиму в почве или в подстилке. Размножаются один раз за год.

## Значение и распространение
Опасный вредитель земляники и клубники, поражает ежевику и малину. 
Встречается во всей Европе, в центральной России, на Кавказе, в Сибири и Средней Азии.